# Cimetière juif de Salonique
Le cimetière juif de Salonique, en judéo-espagnol : Betahayim de Salonika, était un vaste cimetière comprenant plus de 300 000 tombes, ce qui en faisait la plus importante nécropole juive d'Europe, situé à l'est de la vieille ville de Thessalonique en Grèce.
Il a servi de lieu de sépulture à la communauté juive de Salonique qui s'y constitue à partir de 1492 à la suite de l'expulsion des Juifs d'Espagne. Pendant plus de 400 ans ces Juifs séfarades y enterrèrent leurs défunts 
L'existence du cimetière est menacée à partir de l'incendie de Thessalonique de 1917 qui incite les autorités municipales à reconstruire la ville selon le plan Hébrard. L'Université Aristote cherchant notamment à étendre son campus au détriment du cimetière.
Une destruction totale du cimetière survient pendant la Seconde Guerre mondiale. La municipalité profite de l'occupation allemande pour exproprier le cimetière et le détruire entièrement, à partir du 6 décembre 1942. Il s'agit d'un rare cas de cimetière juif entièrement détruit pendant la Shoah.
Après-guerre, les survivants de la communauté juive, assassinée à 96 % durant la Shoah, ouvrent un nouveau cimetière dans une autre partie de la ville. Dans ce dernier ainsi que sur le campus de l'Université Aristote des monuments rappellent le souvenir de la nécropole disparue.

## Géographie
Le cimetière occupe au moment de sa destruction, en 1942, 35,8 hectares. Il est situé à l'est de la vieille ville, séparée de cette dernière par la rue Ethnikis Aminis construite à l'emplacement des anciennes murailles abattues au XIXe siècle. Il s'étend des hauteurs à la côte dans l'espace séparant l'ancienne ville des nouveaux quartiers de Kalamariá. La limite orientale du cimetière suit le tracé de l'actuelle rue Pávlos Melás et tout le côté nord est inclus dans ce qui constitue actuellement le campus de l'université Aristote. Le côté sud est de nos jours inclus dans le quartier de Saranda Ekklisies tandis que la limite ouest du cimetière était située à proximité immédiate de l'actuel stade de football du PAOK Salonique le cimetière des dönme, juifs convertis à l'Islam étant situé sur cet emplacement. Il est séparé en deux secteurs longitudinaux par un sentier, créé au début du XXe siècle par des soldats turcs désireux d'abréger leur trajet entre la ville et leur caserne.

## Histoire

### Ancien cimetière byzantin
On a retrouvé sur le site du cimetière juif  les restes d'un cimetière byzantin, désaffecté après la conquête ottomane. Quelques-unes de ces pierres tombales, remontant pour certaines au IIe siècle ont été réutilisées par les Juifs et comportent donc sur une face des inscriptions en grec et sur l'autre des inscriptions en hébreu. D'autres remontant à la fin du IIe siècle comportent des inscriptions en écriture latine. Une pierre tombale datée du début du IIIe siècle a été retrouvée portant l'inscription « tombeau d'Abraham et de son épouse Théodote ». Il n'est pas exclu qu'il puisse s'agir d'un agriculteur d'origine païenne converti un judaïsme.

### Installation des Juifs sépharades à Salonique
L'arrivée massive de Juifs sépharades, expulsés d'Espagne, à partir de 1492, va donner au cimetière des dimensions considérables. Il croit dans une zone déserte et réputée inculte. La dalle funéraire déchiffrée la plus ancienne déchiffrée par Michaël Molho date de 1493.
Les premiers arrivants sépharades installent les tombes de leurs défunts sur les hauteurs sans économiser d'espace et sans donner au cimetière d'ordre bien défini. Peu à peu le cimetière avance vers la côte, qu'il atteint au XVIIe siècle, les interstices entre les tombes deviennent alors de plus en plus faibles. Une nouvelle strate de tombes commence à cette époque à recouvrir les sépultures les plus anciennes. La taille des dalles augmente avec le temps. Au début du XVIe siècle elles ne dépassent pas la taille du corps, elles font en moyenne 40 à 50 cm de largeur pour 1,15 m de long, portent une inscription concise et comportent des colonnettes placées à la tête des tombeaux.
les Juifs prennent dans les siècles suivants de plus en plus l'habitude d'édifier d'imposantes tombes. Certaines dalles font alors 1,2 m de large pour 2,5 m de long et 40 cm d'épaisseur pour un poids de 500 kg. Le marbre nécessaires à leur taille est extrait dans les carrières de la région.
La communauté Dönme Kapancı, des descendants des fidèles juifs de Sabbataï Tsevi, convertis à l'islam tout en ayant conservé des éléments du judaïsme, établit au XVIIIe siècle son cimetière dans un espace mitoyen, mais séparé par un mur, du cimetière juif. La plus ancienne tombe y ayant été découverte date de 1737. Contrairement à celles des Juifs, les tombes de ce cimetière comportent des stèles, à la tête et aux pieds du défunt, avec des inscriptions en turc ottoman. Contrairement à celles des musulmans, les tombes des Dönme ne sont pas ornées de turbans.

### XIXe siècle

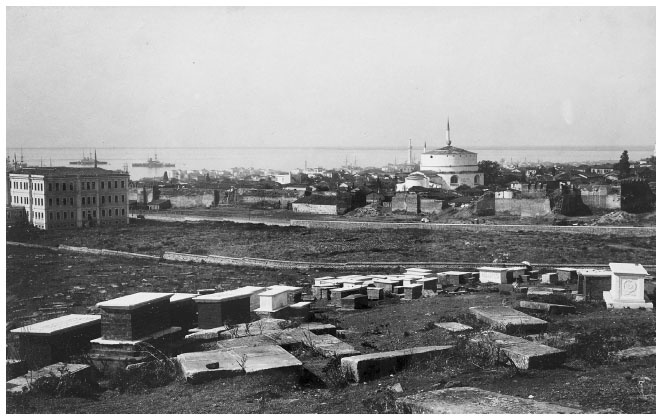
Vue du cimetière circa 1890. On distingue à gauche un ibadi (lycée) ottoman qui deviendra l'Université Aristote.

Au XIXe siècle on voit même apparaitre de somptueuses sépultures que font édifier les Juifs les plus aisés, généralement originaires de Livourne. Elles sont exécutées en Italie et décorées artistiquement selon les canons de l'esthétisme européen,.
Durant la majeure partie de son existence le cimetière ne connaît que peu de déprédations de la part des populations non juives. Parfois des bergers viennent y faire paître du bétail, c'est aussi le lieu de rendez-vous des amoureux cherchant des coins discrets.
Pendant la guerre d'indépendance grecque (1821-1829) des dalles sont utilisées par les Ottomans pour renforcer la muraille de la ville située du côté sud.
La vaste superficie que couvre la nécropole finit par être véritablement convoitée alors que Salonique connaît une forte croissance urbaine, à partir de la fin du XIXe siècle. Une première extension de la ville a lieu sous le règne du sultan Abdülhamid II au sud-est de la vieille ville et il devient alors clair que le cimetière posera des problèmes quant à la croissance future de la cité, gênant le raccordement des nouveaux quartiers à la vieille ville.
Des demandes et des pressions sont exercées sur la communauté juive pour qu'elle accepte que le cimetière soit démantelé de manière que la zone puisse être incluse dans les nouveaux plans d'urbanisme. Le refus des Juifs est basé sur des considérations religieuses. Les sépultures ont dans le judaïsme un caractère hautement sacré. ll n'est pas permis, d'après la loi juive, de désaffecter tout ou partie d'un cimetière, de transférer des sépultures ou des ossements.
Un important incendie en septembre 1890, est l'occasion pour les autorités ottomanes de lancer un processus de rénovation urbaine à l'est de la ville. Des secteurs du cimetière sont expropriés pour tracer le boulevard Hamidiye (aujourd'hui rue Ethnikis Aminis) et construire le lycée ottoman (en turc ibadi) Hamidiye, bâtiment qui accueillera ultérieurement une faculté de philosophie à la base de l'université Aristote. Les bases du lycée sont construites avec des pierres tumulaires provenant de la zone désaffectée du cimetière.
Pour prévenir de futurs dommages, une société juive philanthropique, 'Hessed-ve-Emet en hébreu « bienveillance et vérité » est fondée. Elle se donne pour mission de promouvoir l'entretien du cimetière et de le ceindre d'un mur, mais après un an de travaux, le chantier est interrompu faute d'argent.
En 1911, le cimetière s'étend sur 324 000 m2 et on estime qu'il compte plus de 300 000 sépultures. Leur placement est anarchique. En certains endroits la concentration est telle qu'il faut marcher de dalle en dalle pour parvenir à la tombe que l'on souhaite visiter. Malgré les diverses déprédations et grignotages, le cimetière poursuit sa croissance avec l'achat de terrains adjacents en 1873, 1893, 1911 et 1916.

### Période grecque

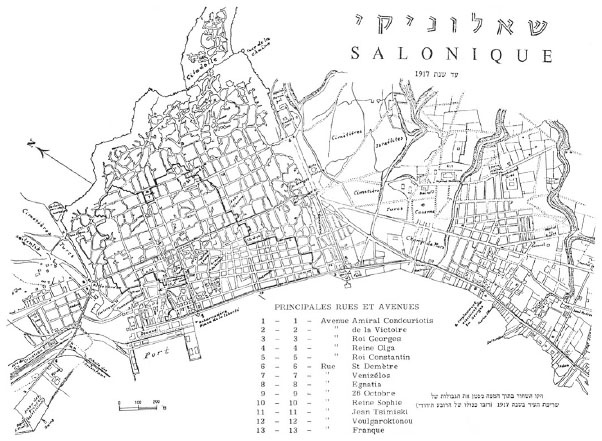
Carte de Salonique en 1917, le cimetière (zone blanche) provoque une discontinuité urbaine entre la ville ancienne (à l'ouest) et la ville nouvelle (à l'est). Les zones touchées par l'incendie de 1917 sont indiquées par un liseré.

Immédiatement après la prise de Salonique par les Grecs en 1912, les Juifs se plaignent, sans succès, de déprédations commises sur des tombes par des Grecs, apparemment à la recherche de biens à subtiliser.
Du 18 au 19 août 1917, un incendie dévaste une grande part de la vieille ville. Ce sinistre a un fort impact sur la communauté juive dont plusieurs quartiers sont réduits en cendres. La municipalité voit dans l'incendie une opportunité d'effectuer un renouvellement urbain, de mettre en valeur le patrimoine hellène de la cité et d'y expurger son histoire perçue comme allogène, notamment le patrimoine juif. De nouveaux plans d'urbanisme sont établis sous la direction de l'urbaniste français Ernest Hébrard. Il préconise d'utiliser des portions du cimetière pour agrandir l’université Aristote, créer un parc et mieux relier nouveaux et anciens quartiers.
En 1922-1923 d'importants échanges de populations ont lieu entre la Grèce et la Turquie. Les Dönme doivent, comme les autres musulmans, quitter Salonique pour la Turquie. Le cimetière de la communauté dönme Kapancı jouxtant celui des Juifs, est démoli quelques années après leur départ,. Le stade du PAOK Salonique sera construit dessus. Parallèlement, des réfugiés grecs d'Anatolie s'installent dans les nouveaux faubourgs situés à l'est de la ville. Ils se frayent des passages entre les tombes pour gagner le centre-ville, ce qui exacerbe les tensions.
Au début des années 1930 alors que les déprédations redoublent, un décret-loi visant à confisquer le cimetière et à procéder au transfert des corps dans un nouveau cimetière est promulgué le 4 août 1930. Un second décret vient confirmer la décision le 21 mars 1934.
En 1931 a lieu le pogrom de Campbell, du nom d'un quartier principalement peuplé de Juifs. Des émeutiers démarrent des incendies et en cette même occasion, profanent une centaine de tombes juives. Il est alors décidé de protéger le cimetière en créant un service de surveillance du cimetière. Un poste est installé sur une éminence et cinq gendarmes y sont installés. Ils sont secondés dans leurs rondes par des gardiens juifs.
En 1937 les pressions de la municipalité amènent la communauté juive à céder gracieusement à l'Université Aristote 13 399 m2 du cimetière pour ses travaux d'agrandissement. Les transferts d'ossements ont lieu à partir de février 1938, dont ceux du rabbin mystique Samuel Gaon.
Sous le régime de Metaxás, à partir de 1936, les tensions autour du cimetière s'apaisent. La communauté juive parvient à différer l'exécution des décrets d'expropriation du cimetière, les mouvements antisémites ayant provoqué des déprédations dans le cimetière sont interdits.

### Destruction pendant la Seconde Guerre mondiale

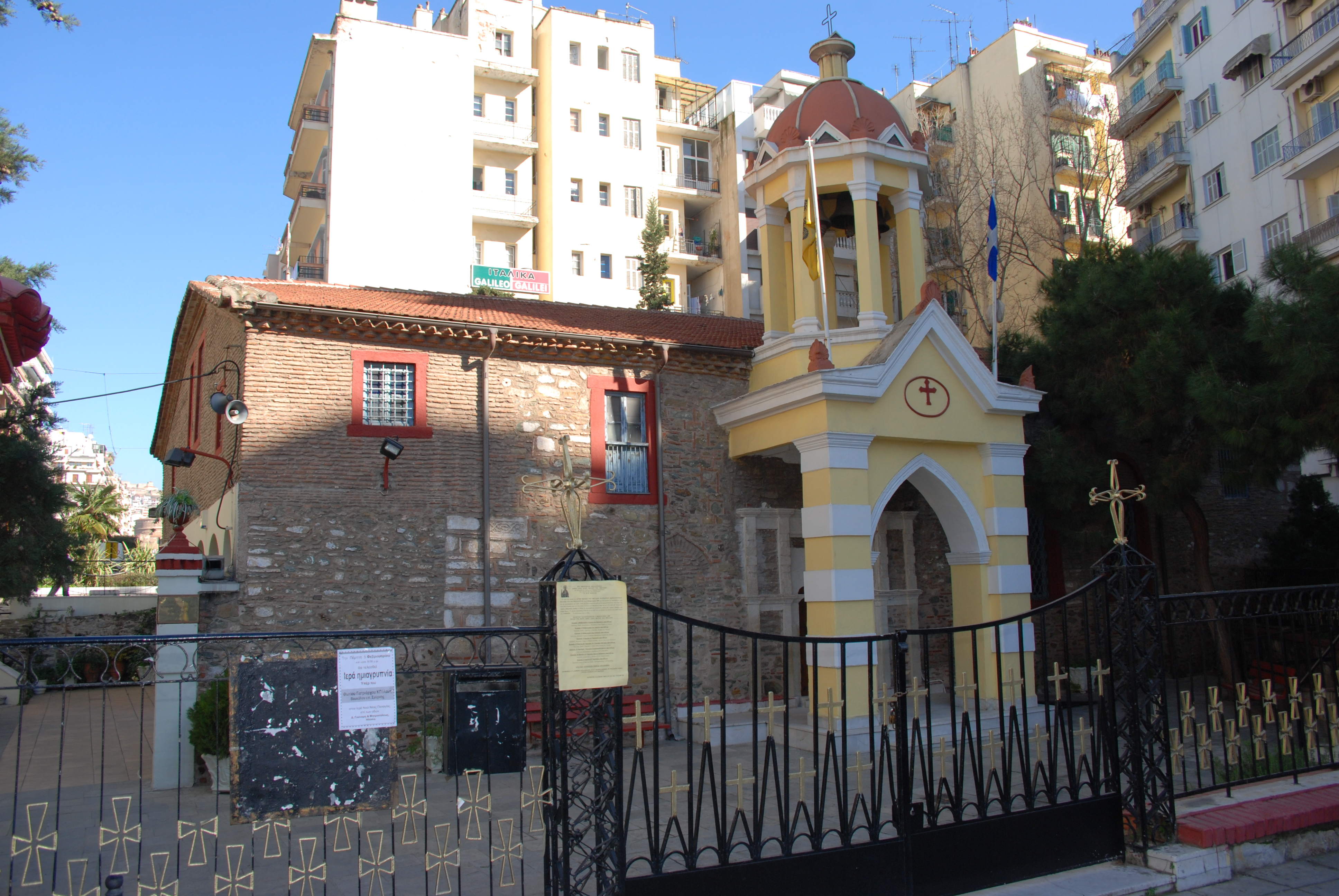
L'Église de la dormition de Marie (Kimisseos Theotokou) demande, en septembre 1943, aux autorités allemandes 600 m2 de pierres tombales en marbre provenant du cimetière afin de refaire son dallage.

#### Négociations
Les Allemands occupent Salonique à partir du  9 avril 1941. La municipalité grecque y voit l'opportunité d'enfin exproprier et détruire le cimetière. Les autorités occupantes  acceptent avec d'autant plus de facilité qu'ils ont déjà prévu d'éliminer physiquement la communauté juive. L'année suivante, les Allemands proposent aux représentants de la communauté juive un accord. Ils leur est demandé de payer 3,5 milliards de drachmes, somme faramineuse pour l'époque, en échange de la libération des 6 000 travailleurs forcés juifs envoyés effectuer des travaux de voirie dans des zones impaludées de l'arrière-pays, ce qui provoque une importante surmortalité. Les Juifs n'ayant pu réunir que 2,5 milliards de drachmes, l'occupant conditionne la libération des prisonniers à l'expropriation du cimetière.
La négociation doit sur le papier aboutir à l'expropriation de deux grandes sections : les tombes de moins de trente ans ne sont pas concernées, mais les Juifs doivent procéder immédiatement à l'exhumation des autres tombes. L'accord est signé le 17 octobre 1942 entre la communauté et le conseiller de l'administration militaire Max Merten.

#### Destruction

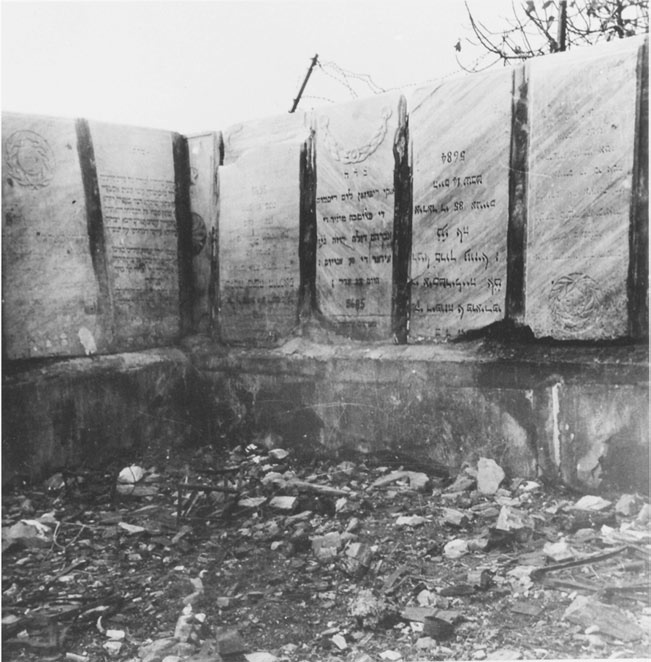
Piscine construite pour les forces d'occupation allemandes avec des dalles du cimetière juif.

La destruction débute le 6 décembre 1942. Ce jour, une réunion réunit au cimetière  le grand rabbin Koretz, Merten et Vassilios Simonidis, gouverneur de la province de Macédoine. Les représentants juifs plaident pour la préservation de la plus grande partie du cimetière tandis que la partie grecque demande une expropriation totale. Merten tranche, indiquant que seules les sections adjacentes à l'universités et aux zones habitées seront expropriées.
Cependant il s'agit de simples paroles destinées à apaiser la  communauté juive. Alors que Merten remonte dans sa voiture, cinq cents ouvriers grecs mobilisés par l'administration provinciale entreprennent de raser l'ensemble du cimetière. Le rabbin et historien Michaël Molho, présent au moment de la démolition, décrit la chose ainsi : 

« Les vandales n'ont qu'un désir : aller très vite pour réduire l'immense cimetière en un monceau de ruines. Les ouvriers sont harcelés par les surveillants qui ne souffrent ni indolence ni relâchement. Ils travaillent dur, en toute hâte, et lancent les unes sur les autres les dalles qui se brisent, s'émiettent. Ces profanations cruelles frappent au cœur toute la population juive, qui ne peut faire entendre la moindre protestation.
(...)
Quelques semaines suffisent à cette armée d'ouvriers pour achever la tâche d'anéantissement, pour laquelle ils avaient été engagés. La vaste nécropole, parsemée de monceaux de pierres et de gravats, offre alors le spectacle d'une ville violemment bombardée, ou détruite par une éruption volcanique. »

Le 23 décembre 1942, le conseil municipal officialise l'expropriation en session extraordinaire et octroie à la communauté juive deux nouveaux terrains en périphérie pour y établir un nouveau cimetière. Quelques mois plus tard, à partir du 15 mars mars, et jusqu'au 10 août 1943, les Allemands entreprennent d'appliquer la Solution finale en Grèce. La quasi-totalité des Juifs de Salonique est déportée et assassinée dans les camps d'extermination nazis.
La destruction du cimetière est la principale mesure d'effacement de la présence juive décidée par la municipalité mais elle n'est pas la seule. L'odonymie juive est aussi remplacée après le départ des premiers convois, plusieurs quartiers juifs sont détruits, le foncier des déportés est spolié.

#### Réutilisation des matériaux du cimetière

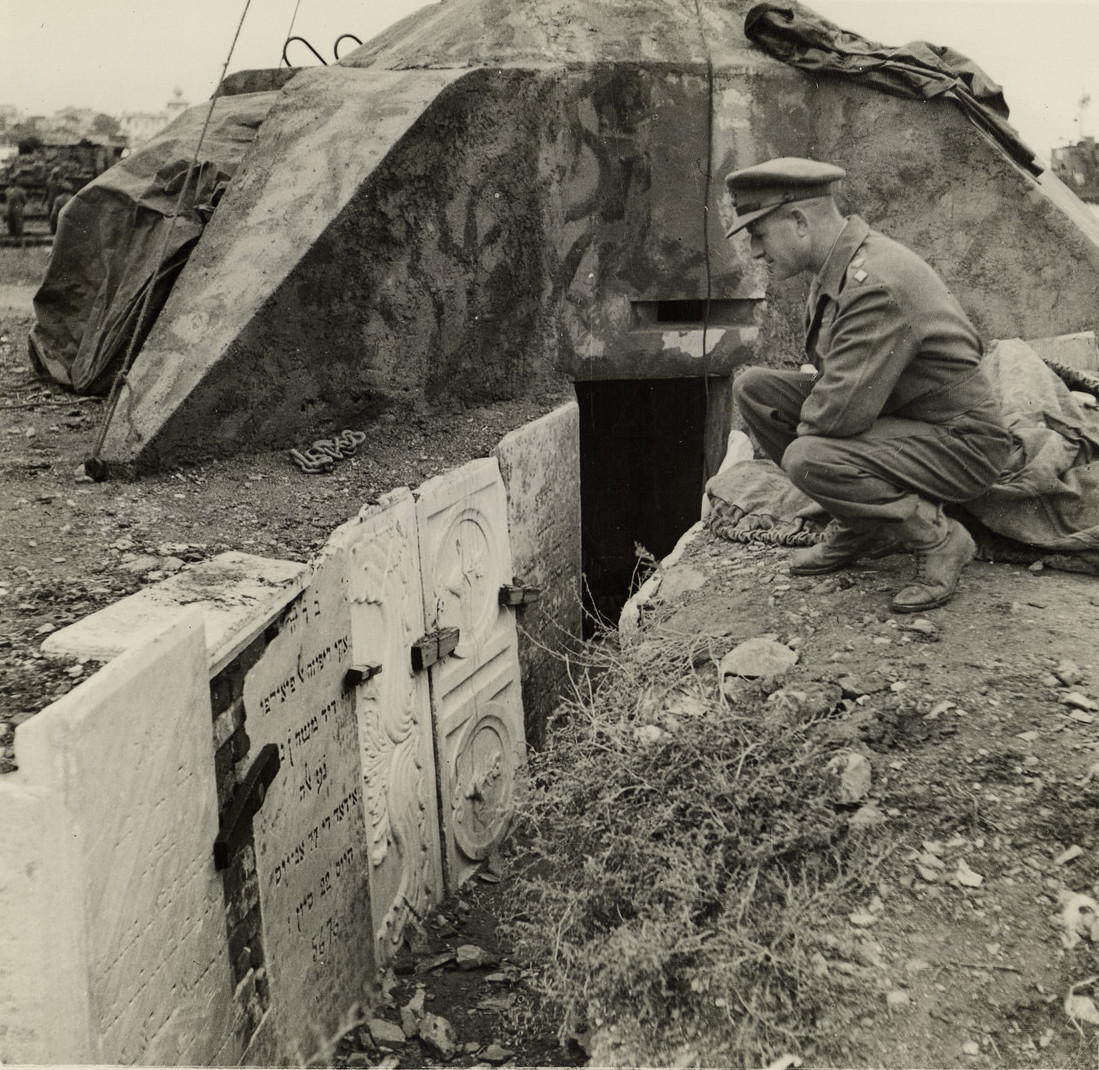
Soldat britannique contemplant une tranchée allemande édifiée avec des pierres tombales du cimetière.

Le site ne tarde pas à être transformé en une vaste carrière dont les matériaux seront abondamment réutilisés à plusieurs fins. L'administration de la province de Macédoine se charge de gérer et d'arbitrer les demandes de matériaux sous la supervision des autorités allemandes qui ont le dernier mot. La municipalité, l'Église et d'autres administrations ont un rôle d'intermédiaire.
La municipalité demande, et obtient, 100 000 briques pour ses besoins. La demande du club nautique de Salonique est également reçue favorablement, une école reçoit des briques et des dalles pour la construction d'un réfectoire et de toilettes. Le Théâtre d'État de Salonique reçoit des plaques de marbre qui sont utilisées pour le dallage de son parvis. Certaines dalles servent à la construction d'une piscine pour l'occupant Allemand ou encore à l'édification d'un dancing.
Le cimetière orthodoxe d'Agia Fotini utilise des matériaux de l'ancien cimetière pour édifier une chapelle. En tout, 17 des 70 églises du diocèse de Salonique effectuent de telles demandes. Ainsi, L'Église de la dormition de Marie (Kimisseos Theotokou) reçoit, en septembre 1943, 600 m2 de pierres tombales en marbre lui permettant de refaire son dallage.
Des étudiants de la faculté de médecine de l'université Aristote s'approprient des pierres tombales, les utilisant comme tables de dissection et des crânes auxquels ils donnent des surnoms juifs et placent sur leurs bureaux.
Des particuliers viennent aussi se servir en plein jour, après avoir appris la participation de l'Église dans les déprédations, ainsi que l'indique l'écrivain Elias Petropoulos : 

« Au début, les déprédations avaient lieu dès la tombée de la nuit. Mais
quand la populace apprit que la « Sainte » Métropole et la Municipalité
prenaient officiellement part à la rapine, toute la ville se mit à l'œuvre.
C’est ainsi qu’on voyait des familles entières voler des briques et des
blocs de marbre »

D'après l'historien Leon Saltiel le regard froid, indifférent que pose  la population grecque locale sur la réutilisation des matériaux du cimetière, sans appréciation pour leur valeur historique et symbolique s'explique par plusieurs facteurs. La destructions de lieux de culte est un phénomène ancien dans la région. Ainsi le départ des musulmans en 1922-23 entraine de nombreuses destructions. Par ailleurs, le cimetière est devenu un symbole de la présence juive, souvent associée dans les esprits à celle des Ottomans, dans la ville. Sa disparition participe donc du désir d'helléniser la ville. Tout comme la spoliation du foncier juif, le pillage du cimetière est motivé par un mélange d'antisémitisme, de besoins objectifs et de cupidité.
Le 14 octobre 1943 le terrain de l'ancien cimetière devient domaine public propriété de l'État grec.

### Après-guerre

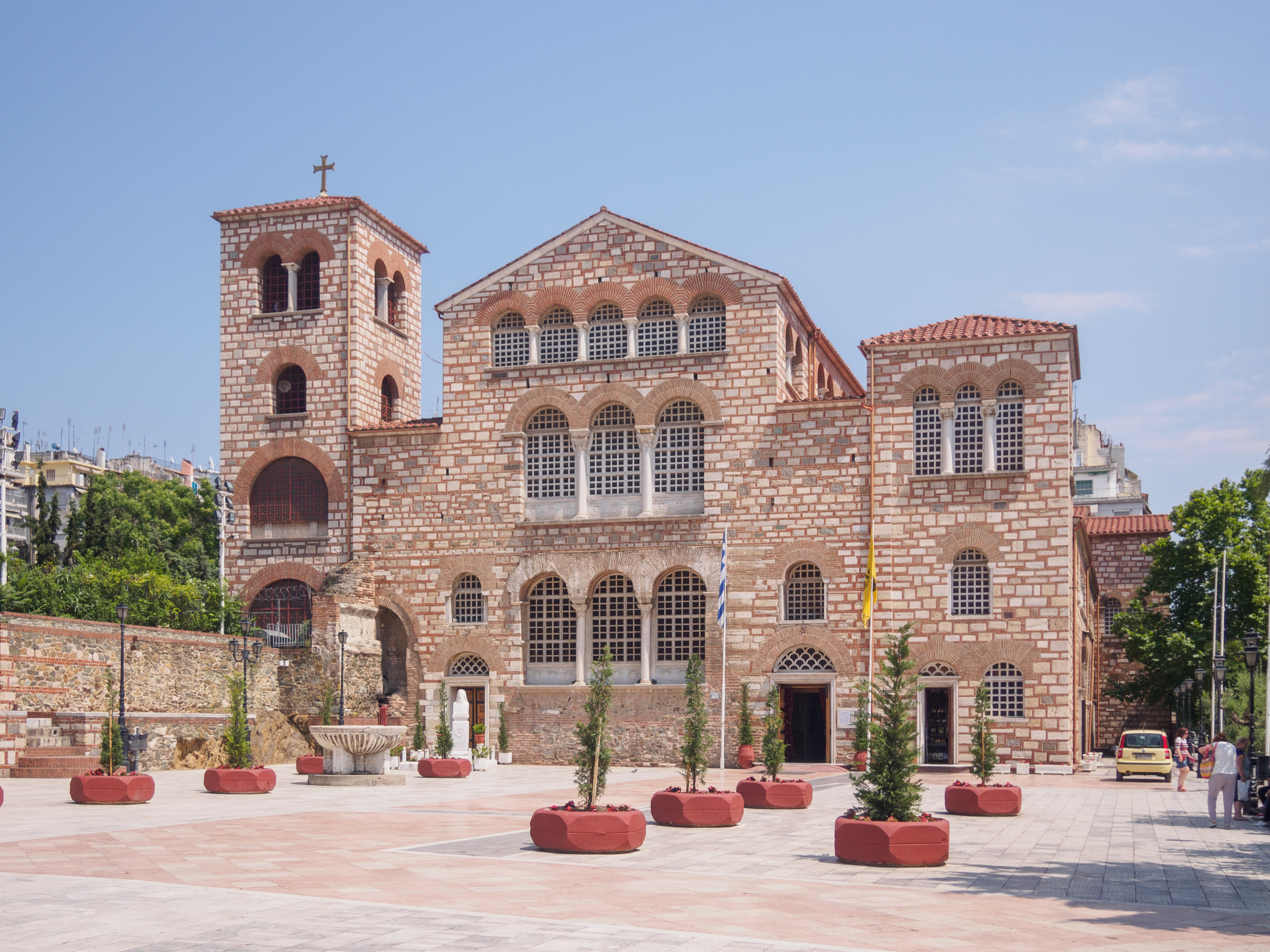
Des pierres tombales ont été utilisées pour réparer la basilique Hagios Demetrios

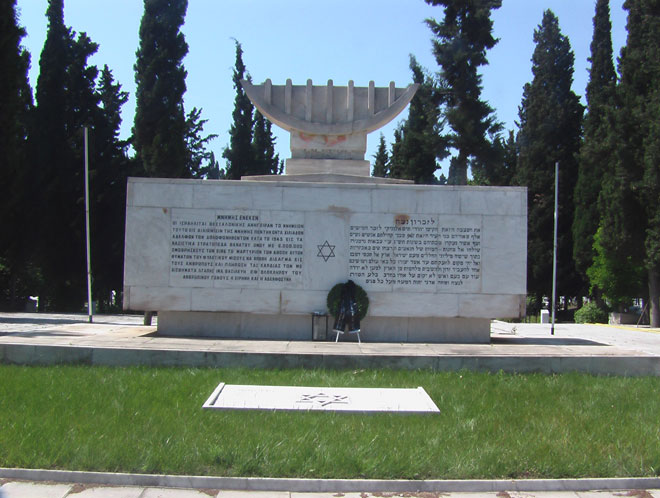
Mémorial de la Shoah édifié en 1962 dans le nouveau cimetière juif de Salonique.

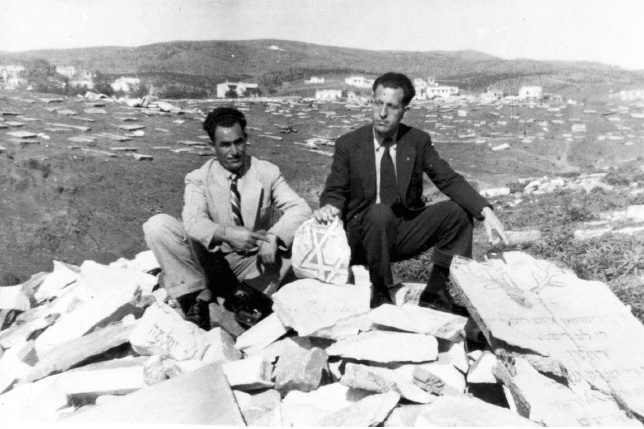
Deux Juifs rescapés se tenant sur les décombres du cimetière en 1945.

#### Persistance des déprédations, retour des Juifs
Les déprédations se poursuivent après la guerre. L'historien Cecil Roth en visite à Thessalonique en 1946 décrit ainsi des tombereaux chargés de pierres tombales au cimetières destinés aux réparation de l'église Hagios Demetrios.
Après la Guerre, on compte 1 950 juifs saloniciens survivants dont 1 000 rescapés des camps. Près de la moitié d'entre-eux émigrent, principalement aux États-Unis et en Israël. Un décret promulgué en 1946 permet aux Juifs de récupérer les dalles funéraires de leurs proches mais, les quelques survivants accaparés par les nécessités matérielles de l'après-guerre, ne font pas valoir leurs droits.
Le cimetière actuel des Juifs de Thessalonique situé à Stavroúpoli, un quartier périphérique (40° 39′ 53,591″ N, 22° 55′ 49,311″ E), s'étend sur 17 000 m2, quelques pierres tombales de l'ancien cimetière y ont été transférées. Un mémorial à la mémoire des victimes de la Shoah y est érigé en 1962.

#### Mémoire du cimetière disparu
Jusqu'à la fin des années 1980, la destruction du cimetière et, plus largement, la mémoire du génocide, font l'objet d'un « refoulement quasi-total » en Grèce.
Dès la fin des hostilités, le rabbin Michaël Molho, qui avait commencé à documenter l'histoire du cimetière dans les années 1930, notamment par une étude épigraphique des inscriptions des dalles retourne à Thessalonique. Il entame, avec Joseph Nehama la rédaction de In memoriam: Hommage aux victimes juives des Nazis en Grèce dans lequel l'histoire de la destruction du cimetière et l'implication des autorités grecques fait l'objet d'un chapitre. L'ouvrage reste confidentiel en dehors de la communauté juive. Le procès de Max Merten, l'administrateur militaire allemand de Thessalonique, qui se tient en 1959 ne permet pas de briser le silence autour de la destruction du cimetière.
Quelques auteurs grecs thessaloniciens, non-juifs, mettent en récit cette destruction, dont ils ont été témoins dans leur jeunesse, dans leurs œuvres, à partir des années 1960. Yórgos Ioánnou (1927-1982) consacre deux récits au cimetière en 1964 (Pour une question de fierté) et en 1978 (Notre sang à nous). Le poète Geórgios Vafópoulos rappelle le sacrilège que constitue la récupération des dalles dans le Théâtre royal : 

« On rapporte que, quand le parvis du Théâtre royal fut aménagé avec des blocs de marbre provenant du cimetière, Max Merten, qui s’était nommé administrateur de ce théâtre, faisait claquer ses bottes sur les dalles pour entendre craquer les os des Juifs. Si l’oreille sensible de cet Allemand machiavélique était capable d’entendre craquer des ossements, le flâneur nocturne distinguait, lui, des gémissements. En effet, les tailleurs de marbre n’avaient pas reçu l’ordre de gratter les vieilles inscriptions en hébreu parant les pierres et l’on entendait leurs lamentations. La destruction du cimetière juif constitue un sacrilège, un acte qui révolte la conscience humaine. »

Le folkloriste urbain Elias Petropoulos relate dans un ouvrage publié en 1983 que l'on retrouve des pierres tombales juives disséminées dans toute la ville. Cependant, ces quelques écrivains, malgré leur rôle de « gardiens de la mémoire » ne parviennent pas à briser le silence entourant la destruction du cimetière.
Ce n'est que dans les années 1990 qu'une inflexion est observable. Le témoignage de Yomtov Yacoël sur les années d'occupation, qui relate notamment la destruction du cimetière, est publié en 1993. Une publication qui va être utilisée dans plusieurs travaux d'historiens. C'est ce témoignage qui fait entrer dans l'historiographie le fait que les autorités grecques portent la responsabilité principale dans la destruction du cimetière.
En 2001, le Musée juif de Thessalonique est ouvert dans les anciens locaux de L’Indépendant, un journal juif en français ayant cessé de publié en 1941. Un étage entier du musée est consacré à l'ancien cimetière, des pierres tombales, stèles et photographies d'époque y sont présentées. La responsabilité grecque y est clairement présentée. En 2014, sur une initiative de Yiánnis Boutáris, maire de Thessalonique de 2011 à 2019, qui veut mettre en valeur le patrimoine juif, le mémorial de l'ancien cimetière juif de Salonique est inauguré sur le campus de l'Université Aristote .

## Épigraphie

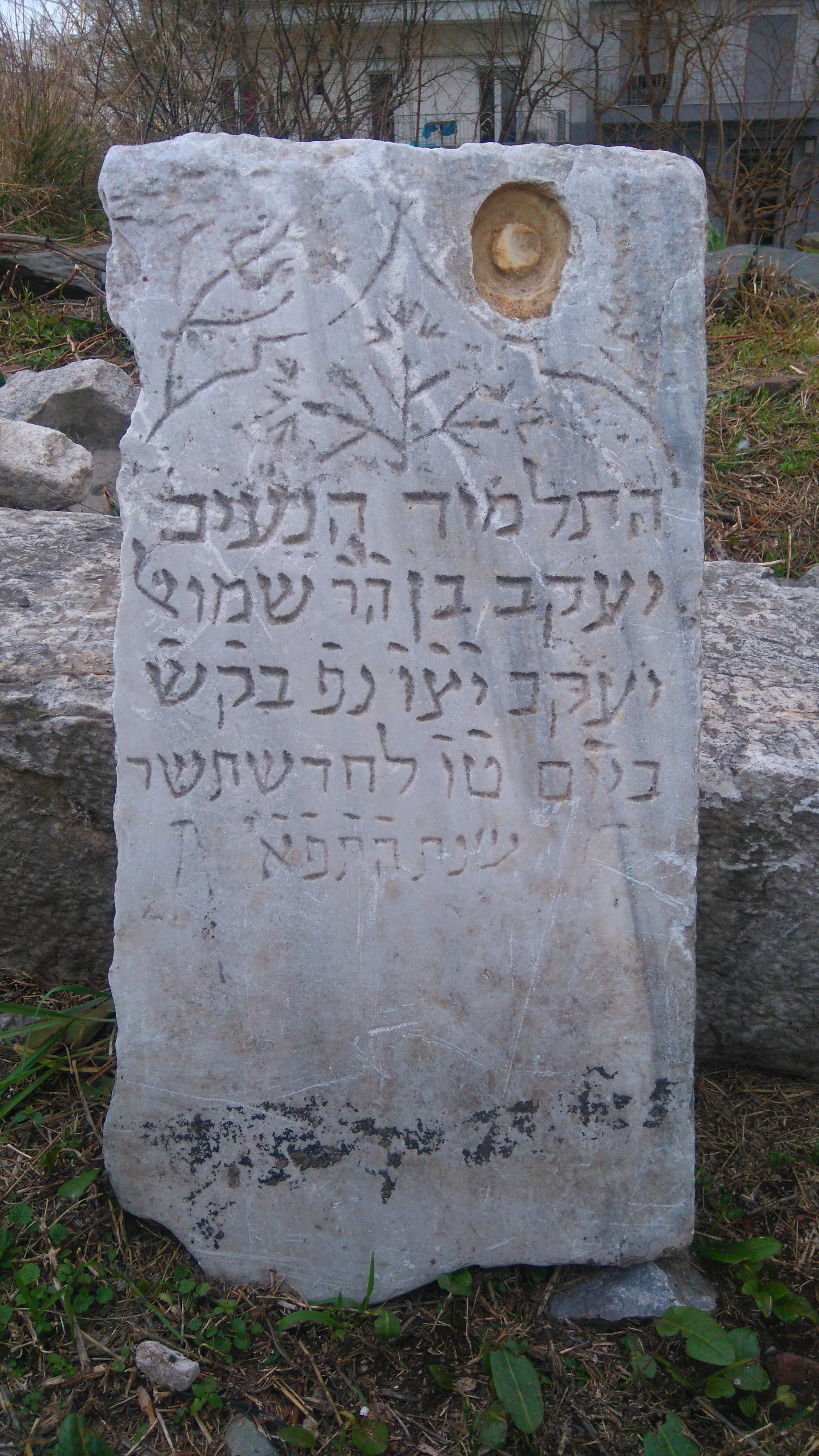
Pierre tombale de l'ancien cimetière comportant une épitaphe en hébreu : « L'étudiant agréable Yaakov fils du rav Shmuel Yaakov, que Dieu le garde et le fasse vivre Psaumes 41:3. Il est mort, avant l'âge, le jour 15 du mois de tishri de l'année 5481 17 octobre 1720 »

Les inscriptions épigraphiques, traditionnellement en hébreu dans les cimetières juifs anciens sont à Salonique parfois accompagnées de transcriptions en une autre langue. Ceci concerne avant tout les tombes des nombreux marranes qui se réfugient à Salonique au XVIIe siècle. Beaucoup ont perdu la connaissance de l'hébreu et l'on compose pour eux des épitaphes en castillan. Certains Juifs d'Italie arrivés à la même époque procèdent de même faisant graver des textes bilingues italien-hébreu sur les tombes. On a aussi retrouvé des dalles gravée en yiddish, langue des ashkénazes, et plus rarement en allemand. À partir du XIXe siècle époque à laquelle l'influence européenne, et notamment française, commence à se faire sentir, le cimetière comporte des inscriptions en français et dans une moindre mesure en judéo-espagnol.

## Rituels et usages du cimetière

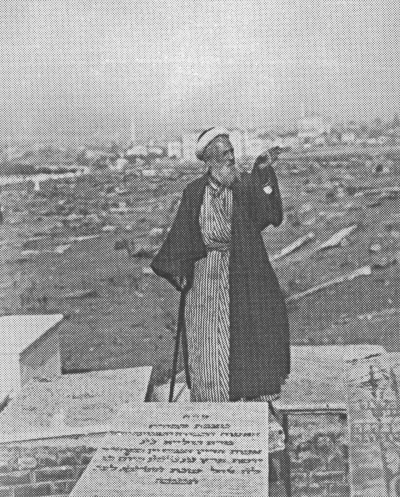
Un rabbin dans le cimetière au début du XXe siècle.

Les Juifs excommuniés, les prostituées, sont enterrés dans un espace à part du cimetière, sans cérémonie religieuse. Le grand-rabbin de Salonique Jacob Meïr, nommé en 1908, décide même d'interdire l'enterrement des prostituées, après avoir tenté sans succès de mettre fin à l'activité des nombreuses maisons closes employant des prostituées juives dans la ville.  
Au début XVIe siècle il n'existe pas de cultes spécifiques dans le cimetière en dehors des rites funéraires juifs mais peu à peu, sans doute sous l'influence musulmane et alors que le mysticisme gagne en popularité parmi les Saloniciens issus des milieux populaires, la religiosité prend des formes nouvelles. Sur le modèle de leurs voisins musulmans, les Juifs façonnent au fil du temps des traditions de ziyara (pèlerinage) sur les sépultures de leurs proches, à la date anniversaire des décès, et sur les tombes de rabbins célèbres tels Samuel de Medina avant Rosh Hashana et Pessah. Le cimetière est alors envahi de pèlerins qui louent les services de guides professionnels, les honadjis, rabbins peu considérés mais qui possèdent une connaissance approfondie de la géographie des lieux. Ils aident les personnes venant se recueillir à trouver les tombes de leurs proches où d'illustres rabbins auxquels ils viennent rendre hommage, récitent des prières à la demande,. Les sépultures de certains rabbins sont réputées pour leurs propriétés magiques et l'on vient y trouver du réconfort face aux malheurs de la vie quotidienne. Des guérisseuses en tout genre viennent proposer leurs services, prononçant formules magiques, incantations et sortilèges à proximité des sépultures réputées curatives. Ce type de croyance attire un public juif, chrétien et musulman, la terre de certaines tombes constitue l'ingrédient de remèdes traditionnels et de recettes kabbalistiques.

### Filmographie
- Max Geilke, Mario Forth, Salonika - A City with Amnesia, 2019